# Entorrhiza
Entorrhiza ist eine systematisch isoliert stehende Gattung der Ständerpilze (Basidiomycota), die eine eigene Abteilung Entorrhizomycota bildet.

## Merkmale und Lebensweise
Entorrhiza sind Pflanzenparasiten. Sie entwickeln sich in den Wurzeln von Cyperaceae und Juncaceae und führen hier zu Gallbildung. Sie bilden in den Zellen Knäuel von septierten Hyphen. Ihre Teliosporen bilden sie innerhalb der lebenden Wirtszelle am Ende der Hyphen. Die Teliosporen teilen sich in vier Zellen mit kreuzförmig stehenden Septen und bilden so eine Phragmobasidie. Die Keimung der Teliosporen erfolgt durch die Bildung von vier Keimschläuchen.
Die Septalporen sind nicht von Membrankappen umgeben, bilden jedoch einen Doliporus.

## Systematik
Die Entorrhizomycetes wurden einige Zeit zu den Ustilaginomycotina gestellt, von Hibbett et al. 2007 aber als incertae sedis ohne Zugehörigkeit zu einer Unterabteilung direkt den Basidiomycota zugeordnet. Sie bestehen aus einer einzigen Gattung. Robert Bauer und Kollegen stellten schließlich die eigene Abteilung Entorrhizomycota auf, basierend auf molekularbiologischen Untersuchungen und auch der einzigartigen Merkmalen hinsichtlich der Ultrastruktur und Reproduktion. Dabei werden die Entorrhizomycota entweder als Schwestergruppe der Dikarya oder der Ständerpilze angesehen.
Der Index Fungorum listet folgende Arten:
- Entorrhiza aschersoniana (Magnus) De Toni
- Entorrhiza caricicola Ferd. & Winge
- Entorrhiza casparyana (Magnus) Lagerh.
- Entorrhiza casparyanella Vánky
- Entorrhiza cellulicola (Nägeli) De Toni
- Entorrhiza citriformis Vánky & McKenzie
- Entorrhiza cypericola (Magnus) Webber
- Entorrhiza fineranae Vánky
- Entorrhiza globoidea Vánky
- Entorrhiza guttiformis M. Piepenbr. & S.R. Wang
- Entorrhiza parvula Vánky
- Entorrhiza raunkiaeriana Ferd. & Winge
- Entorrhiza scirpicola (Correns) Sacc. & P. Syd.
- Entorrhiza seminarii J. Walker
- Entorrhiza solani Fautrey